# Wheeling Creek (Ohio)
Der Wheeling Creek ist ein rechter Nebenfluss des Ohio River im östlichen US-Bundesstaat Ohio.
Der Abfluss erfolgt über den Ohio River und Mississippi River in den Golf von Mexiko. Der Wheeling Creek gehört zum Flusssystem des Mississippi River und entwässert ein Gebiet von 280 km². Der Fluss entspringt 1 km östlich der Ortschaft Flushing im Belmont County, fließt danach generell in östlicher Richtung bis zu seiner Mündung bei Bridgeport in den Ohio River, der hier die Grenze zum US-Bundesstaat West Virginia bildet. Wenige Kilometer flussabwärts mündet der gleichnamige Wheeling Creek aus West Virginia von der gegenüber liegenden Seite in den Ohio.
Dem Geographic Names Information System zufolge wurde der Fluss in seiner Besiedlungsgeschichte auch mit Indian Wheeling Creek, Scalp Creek, Spithead Creek und ähnlichen Schreibweisen bezeichnet.